# Peugeot 3008
La Peugeot 3008 è un'autovettura crossover di fascia media, prodotta a partire dal 2009 dalla casa automobilistica francese Peugeot.

## Storia e profilo
Pochissimo tempo dopo il lancio della Peugeot 308, la nuova Peugeot di segmento C, la casa francese dichiarò di avere in programma un crossover SUV sulla base della 308 stessa. Due anni dopo il nuovo modello divenne realtà e venne presentato al Salone dell'automobile di Francoforte con la denominazione inedita di 3008.

### Prima generazione (2009-2016)
La prima generazione, lanciata nel 2009, propose un particolare corpo vettura, a metà strada fra una monovolume e un SUV, fatto che la pose come uno dei più classici esempi di crossover SUV. La gamma motori comprendeva unità a benzina e a gasolio, con cilindrate comprese fra 1.2 e 1.6 litri per i benzina e fra 1.6 e 2 litri per i diesel. A queste motorizzazioni si è aggiunta in un secondo momento una particolare variante ibrida che accoppiava un motore diesel da 2 litri a un motore elettrico da 37 CV che agiva sulle ruote posteriori. La 3008 Hybrid4, questo il suo nome, fu la prima vettura ibrida di serie nella storia ad accoppiare un motore a gasolio a uno elettrico.

### Seconda generazione (2016-2023)
Nel maggio del 2016 è stata presentata la seconda generazione della 3008, stavolta dalle linee più aggressive e molto più simile ad un SUV, senza più influenze stilistiche provenienti da altri tipi di carrozzerie. La gamma motori rimane la stessa di quella utilizzata nell'ultimo periodo di produzione della precedente generazione, con in più l'aggiunta di un 2 litri turbodiesel da 180 CV, nuova versione di punta della gamma che va a sostituire la precedente unità da 163 CV.
La Nuova Peugeot 3008 ha vinto il premio auto dell'anno 2017.

### Terza generazione (dal 2024)
Nel settembre 2023 è stata presentata la terza generazione della 3008. La gamma motori viene completamente elettrificata ed è disponibile in diversi tagli e motorizzazioni.

## Galleria d'immagini
| Peugeot 3008 I | Peugeot 3008 II                       | Peugeot 3008 III |
| -------------- | ------------------------------------- | ---------------- |
| 2009-2016      | 2016-2024                             | dal 2024         |
|                | 2017-03-07 Geneva Motor Show 0969.JPG |                  |
|                |                                       |                  |